# إسحاق ديفيس
إسحاق ديفيس (بالإنجليزية: Isaac Davis)‏ هو محامي وسياسي أمريكي، ولد في 2 يونيو 1799، وتوفي في 1 أبريل 1883 في ورسستر في الولايات المتحدة.